# Véronique Meyer
Véronique Meyer, née en 1953, est une historienne de l’art. Elle est spécialiste de l’histoire de la gravure et de l’estampe à l’époque moderne.

## Biographie
En 1984, elle consacre sa thèse de doctorat en histoire de l’art à Gilles Rousselet et la gravure d’interprétation au XVIIe siècle. Elle poursuit ses travaux sur le graveur Gilles Rousselet par le catalogue raisonné de son œuvre gravé en 2004. Elle publie de nombreux ouvrages sur les illustrations de thèses, et ses études servent de référence dans le domaine des thèses et leur soutenance en France. 
Véronique Meyer commence sa carrière dans l’enseignement à l’Université de Poitiers, puis elle est nommée professeur des Universités en 1998 dans cet établissement. Elle est l’un des rares historiens de l’art qui délivre un enseignement sur l’histoire de l’estampe en France. Dans une démarche pluridisciplinaire, ses thématiques de recherche portent sur la gravure et ses multiples vocations, en croisant les approches de l’histoire de l’art, de l’histoire, de la littérature ou de la sociologie.
Elle collabore régulièrement à la revue Nouvelles de l'estampe, consacrée spécifiquement à la gravure, l'estampe et l’image imprimée, pour laquelle elle fait partie du comité de lecture. Elle est membre du laboratoire de recherche Criham, rattaché aux universités de Poitiers et Limoges. Véronique Meyer a publié notamment l'ouvrage Pour la plus grande gloire du roi. Louis XIV en thèses (Presses universitaires de Rennes, 2017), et a contribué à l’exposition Images du Grand Siècle. L’estampe française au temps de Louis XIV (1660-1715), présentée à la Bnf et au Getty Research Institute en 2015-2016. Elle a dirigé plusieurs autres publications, dont La maison de l’artiste (Presses universitaires de Rennes, 2007), Voyages d’artistes (Presses universitaires de Rennes, 2011), La première œuvre (Presses universitaires de Rennes, 2014) et La famille d’Argenson et les arts (Presses universitaires de Rennes, 2019).

## Publications

### Auteur
- Pour la plus grande gloire du roi. Louis XIV en thèses, Presses universitaires de Rennes, 2017[11].
- L’œuvre gravé de Gilles Rousselet, graveur parisien du XVIIe siècle, Commission des travaux historiques de la Ville de Paris, 2004[2].
- L'illustration des thèses à Paris dans la seconde moitié du XVIIe siècle, Paris, Paris-Musées, 2003[17].

### Directions d'ouvrages
- La famille d’Argenson et les arts, dir. Véronique Meyer, Marie-Luce Pujalte, Presses universitaires de Rennes, 2019[16].
- La première œuvre. Arts et Musique XVe – XXIe siècles, dir. Vincent Cotro, Véronique Meyer, Marie-Luce Pujalte, Presses universitaires de Rennes, 2014[15].
- Voyage d’artistes en Italie du Nord XVIe – XIXe siècles, dir. Véronique Meyer et Marie-Luce Pujalte, Presses universitaires de Rennes, 2010[14].
- La maison de l'artiste. Construction d'un espace de représentations entre réalité et imaginaire (XVIIe – XXe siècles), dir. Jean Gribenski, Véronique Meyer et Solange Vernois, Presses universitaires de Rennes, 2007[13].

### Éditeur scientifique
- À L’origine du livre d’art. Les recueils d’estampes comme entreprise éditoriale en Europe (XVIe – XVIIIe siècle), textes réunis par C.Hattori, E. Leutrat, et V. Meyer, Silvana Editoriale, 2010[18].
- L’Estampe au grand siècle. Études offertes à Maxime Préaud, textes édités par P. Fuhring, B. Brejon de Lavergnée, M. Grivel, S. Lepape, V. Meyer, BNF, École des Chartes, 2010[19].
- Artistes et interprètes, textes rassemblés par Jean Gribienski et Véronique Meyer, Université de Poitiers, UFR des Sciences humaines et arts, Maison des sciences de l'homme et de la société, Les cahiers du GERHICO, n° 11, 2007[2].